# 陸軍三長官
陸軍三長官（りくぐんさんちょうかん）とは、大日本帝国陸軍の最高幹部の三つの役職のこと。

## 定義
帝国陸軍における「陸軍三長官」とは、以下の三つの役職（いずれも親補職である）の総称。
- 陸軍大臣
- 参謀総長
- 教育総監

## 概要
大正初期から、将官人事はこの三長官が合意とすることが慣例となった。清浦内閣の陸相人事をめぐって揉めた際、「三長官合意」を論拠として宇垣一成が陸相となった。それはその後も慣例として続き、陸軍の幹部人事について三長官が会議を開くことが陸軍省参謀本部教育総監部関係業務担任規定で明文化された。1936年5月に軍部大臣現役武官制が復活した際は、広田弘毅首相は議会で「大命を受けた者が任意に軍部大臣を決める」と答弁して三長官合意を否定していたが、三長官合意を盾に現役武官の陸相を推挙しないなどの行動によって、組閣断念や倒閣となることがあった。
ただし、三長官会議の決定は、外部からの影響を一切受け付けないものでもなく、決定した後に覆して別の決定ができないものでもなかった。第1次近衛内閣において杉山元陸相から板垣征四郎陸相へ更迭が行われた例でも陸軍三長官会議に先だって近衛文麿首相の主導で内閣・宮中からの工作が行われ、三長官が追認することとなった。また、阿部内閣の組閣時に、一時は多田駿を後継の陸相に決定した陸軍三長官会議の合意が、昭和天皇が畑俊六または梅津美治郎のどちらかの指名を希望したことにより覆り、再考の上で畑俊六を後継陸相とすることを三長官会議で再合意した。
また、三長官本人の異動に当たっても三長官合意が必要とされたため、1935年の真崎甚三郎教育総監の更迭時のように、更迭を望む陸軍大臣と更迭を拒否する教育総監が三長官会議の席で激論になることもあった（この時は参謀総長の閑院宮載仁親王が「お前は陸軍大臣の事務の遂行を妨害するのか」と林銑十郎陸軍大臣側に立って発言したため更迭が実現している）。
戦後、三長官合意は絶対的なものでなくなった。東久邇宮内閣発足に当たって、三長官会議では土肥原賢二が陸相に推挙されたが、東久邇宮首相は同期の下村定を陸相とした。
陸軍三長官の3ポストを全て経験したことがあるのは上原勇作、杉山元の2人。